# Kabinett Hayashi
Das Kabinett Hayashi (jap. 林内閣, Hayashi naikaku) regierte Japan unter Führung von Premierminister Hayashi Senjūrō vom 2. Februar 1937 bis 4. Juni 1937.
| Amt                                     | Name                                      | Kammer (Wahlkreis) | Fraktion |
| --------------------------------------- | ----------------------------------------- | ------------------ | -------- |
| Premierminister                         | Hayashi Senjūrō                           |                    |          |
| Außenminister                           | Hayashi Senjūrō bis 3. März 1937          |                    |          |
| Außenminister                           | Satō Naotake bis 4. Juni 1937             |                    |          |
| Innenminister                           | Kawarada Kakichi                          |                    |          |
| Finanzminister                          | Yūki Toyotarō                             |                    |          |
| Heeresminister                          | Nakamura Kōtarō bis 9. Februar 1937       |                    |          |
| Heeresminister                          | Sugiyama Hajime bis 4. Juni 1937          |                    |          |
| Marineminister                          | Yonai Mitsumasa                           |                    |          |
| Justizminister                          | Shiono Suehiko                            |                    |          |
| Kultusminister                          | Hayashi Senjūrō                           |                    |          |
| Minister für Landwirtschaft und Forsten | Yamazaki Tatsunosuke                      |                    |          |
| Minister für Industrie und Handel       | Godō Takuo                                |                    |          |
| Minister für Kommunikation              | Yamazaki Tatsunosuke bis 10. Februar 1937 |                    |          |
| Minister für Kommunikation              | Kodama Hideo bis 4. Juni 1937             |                    |          |
| Eisenbahnminister                       | Godō Takuo                                |                    |          |
| Kolonialminister                        | Yūki Toyotarō                             |                    |          |

## Andere Positionen
| Amt                        | Name           |
| -------------------------- | -------------- |
| Chefkabinettssekretär      | Ōhashi Hachirō |
| Leiter des Legislativbüros | Kawagoe Takeo  |